# D.o.A: The Third and Final Report of Throbbing Gristle
D.o.A: The Third and Final Report of Throbbing Gristle è il secondo album in studio del gruppo industrial britannico Throbbing Gristle, pubblicato nel 1978.

## Tracce
- Side A

1. I.B.M. – 2:35
2. Hit by a Rock – 2:32
3. United – 0:16
4. Valley of the Shadow of Death – 4:01
5. Dead on Arrival – 6:08
6. Weeping – 5:31

- Side B

1. Hamburger Lady – 4:15
2. Hometime – 3:46
3. AB/7A – 4:31
4. E-Coli – 4:16
5. Death Threats – 0:41
6. Walls of Sound – 2:48
7. Blood on the Floor – 1:07

## Formazione
- Genesis P-Orridge – voce, basso, violino, effetti
- Chris Carter – sintetizzatori, effetti
- Cosey Fanni Tutti – chitarra, effetti, altro
- Peter Christopherson – elettronica